# Anouska Koster
Anouska Helena Koster (født 20. august 1993) er en hollandsk professionel cykelrytter, som i øjeblikket kører for Uno-X Mobility.